# Gunnagare, Kunigal
Gunnagare là một làng thuộc tehsil Kunigal, huyện Tumkur, bang Karnataka, Ấn Độ.